# Sushant Singh Rajput
Sushant Singh Rajput (Patna, 21 gennaio 1986 – Mumbai, 14 giugno 2020) è stato un attore e ballerino indiano.

## Biografia
Sushant Singh Rajput è nato a Patna, figlio di Krishna Kumar Singh e Usha Singh. Ultimo di 5 figli e unico maschio. Discendente di una casta di guerrieri originari del Rajastan, ha aggiunto al suo nome l'appellativo "Rajput" nome identificativo di questa casta per non essere confuso con l'attore omonimo Sushant Singh. Dopo la morte della madre avvenuta per malattia nel 2002, quando Sushant aveva 16 anni, si è trasferito con la famiglia a Delhi. Sushant era molto legato alla madre e la morte di lei è stato un trauma che lo ha tormentato per tutta la sua breve vita.

Appartenente a una famiglia di religione induista Sushant era una persona profondamente spirituale ed era devoto di Siva (divinità), era appassionato di fisica (è stato vincitore delle olimpiadi indiane di fisica) e di astronomia, possedeva un telescopio "Meade 14 LX600" e aveva comprato un fazzoletto di terra sulla luna nella regione "Mare Muscoviense". Aveva lanciato un programma di educazione che aiutava i bambini di famiglie povere a partecipare ai corsi della NASA e nel 2018 aveva partecipato al training per essere selezionato per la missione spaziale sulla luna del 2024. È nota la frase di uno scienziato che aveva conosciuto che ha dichiarato che se Sushant non fosse stato una star di Bollywood sarebbe stato il più grande scienziato che l'India avrebbe potuto avere. 

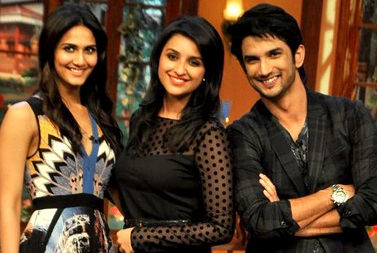
Vaani Kapoor, Parineeti Chopra e Sushant Singh Rajput.

Ammesso al corso di laurea in ingegneria meccanica, la Delhi Technological University ha interrotto gli studi due semestri prima della laurea per dedicarsi alla carriera artistica, ha inoltre superato 11 esami di ammissione nazionale per la All India Engineering Entrance Examination raggiungendo il settimo posto.
Diventato ballerino professionista ha danzato per diversi anni nei corpi di ballo delle esibizioni ufficiali delle più grandi celebrità del cinema indiano, esibendosi tra l'altro durante la cerimonia d'apertura dei XVIII Giochi del Commonwealth e ai Filmfare Awards del 2006. Contemporaneamente alla danza ha frequentato dei corsi di recitazione e ha debuttato a teatro recitando sul palco per diversi anni. Nel 2008 Sushant ha fatto il suo debutto televisivo nella serie televisiva Kis Desh Mein Hai Meraa Dil, a cui seguì un ruolo ricorrente nella soap opera Pavitra Rishta, il personaggio interpretato da Sushant era quello di Manav Deshmukh, interpretato nella serie per cinque anni dal 2009 al 2014, il ruolo gli ha fatto vincere diversi premi, tra cui due Boroplus Gold Award.
Selezionato a seguito di un provino dal regista Abhishek Kapoor che non l'aveva mai visto recitare in televisione, nel 2013 fa il suo debutto cinematografico nel film Kai Po Che! nel ruolo di Ishaan, per la cui interpretazione ha vinto il Filmfare Award al miglior debutto maschile. Dopo il successo del suo esordio, Sushant ha recitato lo stesso anno nella commedia scanzonata e romantica Shuddh Desi Romance dove interpreta il ruolo di un giovane innamorato di nome Raghuram che non riesce a fare il passo decisivo e scappa durante il matrimonio organizzato da lui stesso per poi essere a sua volta piantato in asso sull'altare da un'altra ragazza.

Dopo il successo commerciale raggiunto nel 2014 con la commedia satirica PK, interpreta nel 2015 il protagonista nel film d'azione sul detective più famoso dell'Asia Detective Byomkesh Bakshy!. Nel 2016 arriva il successo internazionale con il film biografico della superstar del cricket Mahendra Singh Dhoni nel film M.S. Dhoni: The Untold Story, per cui ottenne una nomination al Filmfare Award per il miglior attore.

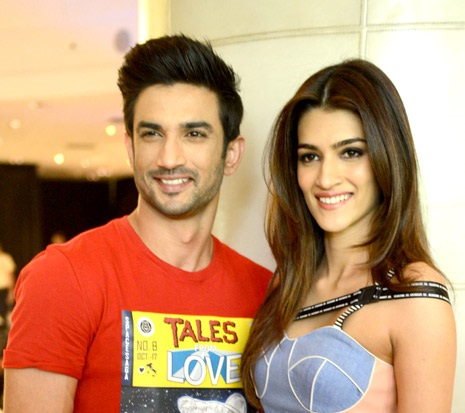
Sushant Singh Rajput e Kriti Sanon a Delhi per la promozione di 'Raabta’.

Il 2017 è l'anno di Raabta, una commedia romantica e insieme film di azione dove Sushant insieme alla coprotagonista Kriti Sanon interpretano una coppia di innamorati, Shiv e Saira, che si è già conosciuta in una delle vite precedenti e questo incontro lega in qualche modo le loro anime e le loro vite. La particolarità del film è data dal lungo flashback dove viene raccontata la storia della loro vita precedente. Cambiano i costumi e l'ambientazione, per il personaggio del guerriero Jilaan Sushant ha lavorato sulla sua voce, dando al personaggio una voce particolare e diversa dalla sua voce naturale, ha inoltre fatto un lungo training per imparare a maneggiare contemporaneamente due spade e ha studiato arti marziali per le scene di combattimento.
Nel 2018 inizia la preparazione per l'Ironman Triathlon a cui avrebbe dovuto partecipare dopo due anni di preparazione, nel 2020, anno della sua morte. Il 2018 è anche l'anno del colossal Kedarnath, dramma romantico dove Sushant interpreta il ruolo del facchino Mansoor Khan, un giovane musulmano che trasporta sulle sue spalle i fedeli al tempio induista di Kedarnath. Sushant ha rivelato in un'intervista che questo ruolo gli era molto vicino e che l'intensità spirituale che ha vissuto per preparare questo ruolo è espressa molto bene nella canzone introduttiva del film "Namo Namo".
Sushant ha dichiarato più volte di preferire recitare in teatro piuttosto che al cinema o in televisione e di preferire come mezzo di espressione la danza rispetto alla recitazione, ha inoltre dichiarato di essersi avvicinato alla recitazione per l'introversione del suo carattere. Il giornalista Faridoon Shahryar che lo ha intervistato nel corso di tutta la sua carriera e i suoi insegnanti di scuola e università hanno tutti dichiarato che Sushant era una persona estremamente timida. Nonostante fosse considerato uno dei migliori ballerini dell'industria Sushant ha recitato in più di un film dove non erano previste scene di ballo.
Gira nel 2019 il film di guerra Sonchiriya e la commedia drammatica Chhichhore. La sua ultima apparizione cinematografica è postuma e risale al 2020, nel ruolo del protagonista maschile del film Dil Bechara, l'adattamento bollywoodiano di Colpa delle stelle, il trailer di "Dil Bechara" è uscito a un mese dalla morte e ha battuto il record precedentemente stabilito da Avengers: Endgame e Infinity War, dopo aver ricevuto 4 milioni di like in otto ore, è stato il "video più apprezzato in 24 ore dal rilascio" raggiungendo il record di 95 milioni di visualizzazioni in 24 ore.

### Morte
Il 14 giugno 2020 Sushant Singh Rajput è stato trovato morto nella sua casa di Bandra (Mumbai). Il corpo del 34enne, probabilmente senza vita nonostante alcuni spasmi cadaverici, è stato ritrovato dalla polizia disteso sul letto. La causa comprovata della morte è stata l'asfissia per soffocamento. Dopo aver chiamato un fabbro e avergli comunicato di interrompere il lavoro nel caso in cui avesse sentito movimenti all'interno, il coinquilino Siddharth Pithani e la persona di servizio Dipesh, che dicono di aver trovato il corpo impiccato, hanno chiamato la sorella e la polizia. Pithani afferma di aver rimosso il corpo che si trovava appeso al ventilatore, altre due persone però, tra cui l'autista di una delle tre ambulanze arrivate sul posto, dicono di aver fatto lo stesso.
La teoria del suicidio si avvale del fatto che a Sushant era stata diagnosticata la depressione clinica a causa della rivalità professionale e da gennaio prendeva antidepressivi, aveva smesso la cura a maggio sentendosi meglio. È stato però reso noto che Kersi Chavda, lo psichiatra che lo aveva in cura, è amico di Mahesh Bhatt, persona che aveva preannunciato pubblicamente il suicidio dell'attore per depressione qualche tempo prima. E' emerso poi che la "psichiatra" Susan Walker che lo ha dichiarato affetto da disturbo bipolare non possiede la specializzazione in psichiatria né la laurea in medicina e chirurgia; il padre del defunto attore ha presentato contro di lei una denuncia per aver condiviso informazioni false e che sarebbero dovute essere riservate con un canale di notizie senza consultarlo.
La tesi dell'omicidio è supportata dal fatto che gli ultimi tweet che circolavano con le sue ultime dichiarazioni prima del presunto suicidio sono stati dichiarati falsi e probabilmente scritti da Rhea Chakraborty che una settimana prima della morte di Sushant ha lasciato la casa di lui dove viveva, portando con sé i dispositivi elettronici dell'attore di cui conosceva le password. Nessuna nota è stata ritrovata nell'appartamento. Le foto del suo corpo, circolate online a seguito della morte, non mostrano gli effetti postumi dell'impiccagione. Inoltre la marcatura attorno al collo non sembra causata dal leggero tessuto di cotone con cui si dice sia stato visto impiccato, il rapporto sulla tensione tessile del tessuto non ha mai avuto riscontro e non si sa quindi se questo fazzoletto di cotone fosse in grado di sollevare gli 80 kg di peso di Sushant. Non sono state trovate impronte digitali esterne, ma è sembrato un elemento di fondamentale importanza il fatto che sui tessuti con cui l'attore si sarebbe impiccato non sono state ritrovate le sue impronte digitali, eccetto quelle di tre dita della mano sinistra.
Pesanti critiche sono state mosse ai medici dell'ospedale Cooper che hanno effettuato l'autopsia per aver omesso l'orario della morte e per aver dichiarato suicidio quando tutto parla di omicidio. L'autopsia non fa cenno alle lesioni visibili in fotografia su occhio e sopracciglio sinistro e alle contusioni su braccia e gambe, contrasta poi con quanto affermato da due persone di servizio dell'ambulanza una e dell'obitorio l'altra. Questi due testimoni che hanno maneggiato il corpo affermano che le ossa di gambe e caviglie erano rotte, che il colore della pelle non era quello che avrebbe dovuto avere una persona morta per impiccagione, che nel collo oltre al segno dello strangolamento erano presenti 15/20 segni di aghi, lo stesso sotto le piante dei piedi in più con sangue rappreso. Uno di questi testimoni ha inoltre sentito parlare di omicidio davanti al corpo, quegli stessi medici che hanno poi sentenziato sull'autopsia "suicidio e assenza di segni di lotta sul corpo". I medici hanno inoltre omesso i tamponi delle dita e le analisi delle unghie sono risultate mancanti.
Pesanti controversie sono nate riguardo alla marcatura ad anello visibile attorno al collo: essa è infatti circolare, tipico indicatore di morte per strangolamento, e non sale dietro le orecchie come dovrebbe avvenire in caso di impiccagione. I bulbi oculari non presentavano rigonfiamenti e non c'era saliva sul viso (effetti postumi legittimatori dell'impiccagione). Diversi medici, studenti di medicina e avvocati specializzati in materia criminale hanno twittato le loro motivazioni definendo la morte di Sushant un omicidio.
Le prime settimane che hanno seguito la sua morte - dichiarata dalla polizia di Mumbai come un suicidio prima di aver effettuato le indagini - l'attenzione è stata posta sui motivi del presunto gesto e quindi al modo in cui l'attore era maltrattato dalla casa di produzione che lo aveva sotto contratto, la Yash Raj Films di Aditya Chopra. Si afferma che disposizioni prese di comune accordo tra le persone più influenti dell'industria avevano deciso di porre fine alla sua carriera. Sushant aveva infatti firmato per 7 film negli ultimi 6 mesi senza riuscire a portarne avanti nessuno. Già in passato molti dei film per i quali era stato la prima scelta o per i quali aveva già firmato erano passati ad altri attori, tra cui Ranveer Singh. È stato aperto un caso per capire le responsabilità e i motivi per cui Sushant era stato estraniato a livello lavorativo ed era previsto un processo per 8 grandi nomi di Bollywood compresa la superstar Salman Khan, e i produttori Karan Johar, Sanjay Leela Bhansali e Ekta Kapoor, ma la corte di Bihar ha rifiutato il caso. La Dharma Productions, la Salman Khan films, la Yash Raj Film (che lo aveva sotto contratto) oltre a molti dei più grandi nomi dell'industria sono stati accusati di avergli interdetto ogni progetto. L'attore era di umili origini e questo ha fatto molto parlare del nepotismo a Bollywood, motivo principale della sua esclusione.
A quasi un mese dalla morte l'ex ufficiale della RAW (organizzazione di Intelligence indiana) NK Sood ha rilasciato un'intervista affermando che l'attore è stato ucciso. Fa il nome del terrorista internazionale Dawood Ibrahim e della sua gang come possibili responsabili della morte dell'attore. NK Sood pone l'attenzione sul fatto che Sushant aveva cambiato 50 SIM in un mese perché era minacciato di morte dall'organizzazione mafiosa D-Company.
Diverse autorità, tra cui Ragothamam, ex membro del Central Bureau of Investigation, hanno parlato di morte sospetta, affermando che la morte è stata dichiarata un suicidio prima delle opportune indagini ed è stato messo sotto accusa il comportamento della polizia di Mumbai. La polizia difatti non ha atteso l'arrivo della scientifica sul luogo del delitto ma ha portato via il corpo lasciando il luogo non sigillato, nessun medico ha quindi certificato la morte sul luogo. Non sono poi state prese le impronte necessarie perché la scientifica, arrivata il giorno dopo, mancava dei membri dell'equipe specializzati al riguardo. Il luogo del delitto è poi stato completamente stravolto, durante le indagini, le pareti sono state ridipinte e i mobili sono stati cambiati. La polizia inoltre ha inviato il telefono di Sushant per l'esame forense con 3 settimane di ritardo e i registri delle telefonate della ex fidanzata Rhea Chakraborty mostrano delle telefonate tra Rhea e il capo della polizia di Mumbai nella settimana della morte dell'attore. La polizia è stata inoltre criticata per non aver interrogato colui che si è definito il "migliore amico" di Sushant, ritenuto da molti uno dei pianificatori dell'omicidio, l'attore e produttore Sandeep Ssingh. Un ulteriore elemento di biasimo per la polizia sono le affermazioni discordanti riguardo alle telecamere dell'appartamento dove l'attore è stato trovato morto, inizialmente ha affermato che erano state disattivate poco tempo prima dell'evento, quindi che erano presenti nel complesso ma non nell'appartamento dell'attore, infine dopo quasi un mese ha affermato di avere le registrazioni, di cui però non si è più saputo nulla.
La morte di Sushant ha suscitato gravi critiche sul favoritismo di cui si alimenta l'industria cinematografica indiana. Un movimento di massa che ha allertato tutta l'industria, si è mosso in battaglie online giornaliere che hanno raggiunto presenze di milioni di persone e che per quattro mesi hanno chiesto ininterrottamente giustizia. La richiesta è stata quella dell'intervento del Central Bureau of Investigation (la principale agenzia investigativa dell'India) perché la dichiarazione di morte per suicidio della polizia di Mumbai è risultata contrastante con molti dei video, delle foto, dei dati e delle informazioni disponibili online sul caso (in uno dei video circolati on line si può sentire ad esempio un poliziotto affermare davanti al corpo: "Lo hanno picchiato veramente forte"). Il silenzio di tutte le più grandi star nei confronti di questa richiesta è stato letto come un atto di complicità verso i responsabili dell'omicidio, legati al governo centrale di Maharashtra e probabilmente al mondo della droga.
A seguito del suo coinvolgimento nel caso si è cominciato a parlare della ex fidanzata, Rhea Chakraborty, la quale dopo aver lasciato l'appartamento di Sushant dove viveva da tempo, una settimana prima della sua morte, ha mandato a casa dell'attore un gruppo di persone di sua conoscenza a sequestrare gli 8 hard drive di Sushant in sua stessa presenza.
La partenza di Rhea dalla casa di Sushant coincide con la morte della ventottenne Disha Salian, manager di Sushant. La morte di Sushant e quella della sua manager, sono probabilmente collegate. A seguito della morte di Disha (morte sospetta archiviata come suicidio senza le opportune indagini e di cui la polizia di Mumbai ha perso i fascicoli a seguito della richiesta di riapertura del caso) Sushant ha cominciato a temere per la sua vita, più testimonianze affermano che aveva paura di essere ucciso, che non voleva rimanere da solo e che stava cercando di lasciare l'India, voleva inoltre fare una conferenza per denunciare le personalità coinvolte con la morte di Disha, di cui conosceva i nomi.
Disha aveva telefonato a Sushant la notte della sua morte raccontandogli piangendo che l'avevano forzata controvoglia a raggiungere una festa dove le era stato fatto qualcosa. Si sa che Sushant voleva rendere pubbliche queste informazioni e i nomi delle persone coinvolte. Aveva quindi comunicato le sue intenzioni a Sandeep Ssingh, il quale, si è saputo, ha comunicato alle persone che Sushant voleva denunciare, le intenzioni dell'attore.
A questo si aggiunge la torbida relazione della Chakraborty con l'esponente di una delle più importanti famiglie di Bollywood Mahesh Bhatt. Dichiarazioni non confermate dicono che Sushant fosse consapevole del fatto che mantenere la sua relazione con la Chakraborty fosse pericoloso per lui a causa dell'interesse di Mahesh Bhatt per lei.
A seguito della morte dell'attore, Mahesh Bhatt ha fatto una serie dichiarazioni inerenti alla salute mentale di Sushant, ha affermato che l'attore aveva iniziato a sentire delle voci e che sragionava sul fatto che la gente stesse cercando di ucciderlo. Le accuse sono sembrate piuttosto strane in quanto la brillantezza intellettuale dell'attore era nota. Pochissimi attori di Bollywood suoi colleghi hanno partecipato al suo funerale. Il suo corpo è stato cremato e le ceneri sono state disperse nel Gange a Patna, sua città natale.
A seguito delle controversie emerse sul caso, diversi politici e membri del parlamento tra cui Roopa Ganguly, Manoj Tiwari e Nishikant Dubey hanno chiesto di procedere con un'investigazione indipendente.
A più di una settimana dalla morte la Chakraborty è stata richiamata dalla polizia per aver nascosto informazioni riguardo a due compagnie di cui - morto Sushant - è ora titolare insieme al fratello. Sushant era l'unico dei tre ad aver investito economicamente su queste compagnie il suo intero capitale. È inoltre stato certificato che a seguito della morte di Sushant il patrimonio dell'attore è enormemente diminuito, passando da 46 crore il 19 novembre a 4 crore il 20 giugno, Rhea è stata sottoposta a una serie di interrogatori per chiarire la sua posizione in proposito.
Dietro pressione della nazione che ha continuato a manifestare il suo disappunto per il modo in cui si sono svolte le indagini, il 9 luglio il membro del parlamento e avvocato della Corte Suprema Subramanian Swamy ha incaricato l'avvocato Ishkaran Singh Bhandari di fare chiarezza sul caso. Ha espresso i suoi sospetti sul terrorista Dawood Ibrahim e sui suoi legami con Bollywood e ha chiesto pubblicamente come mai nel mondo del cinema indiano c'è stato fin da subito interesse ad etichettare questa morte come suicidio.
A seguito delle azioni legali del padre di Sushant contro Rhea Chakraborty la polizia di Bhiar, stato di nascita dell'attore, ha iniziato ad occuparsi del caso. Il governo di Maharashtra, stato in cui l'attore è morto, ha però interdetto ogni azione alla polizia di Bhiar mettendo in quarantena per il COVID-19 i suoi ufficiali. A seguito di questo scontro tra nazioni è stato richiesto l'intervento della Corte Suprema per mettere il caso nelle mani della CBI. Il Giorno 19 agosto la CBI ha iniziato ad indagare ufficialmente sul caso.
Sono entrate nel caso anche altre due agenzie, la Narcotics Control Bureau per indagare il lato legato allo spaccio e all'utilizzo di sostanze illegali e l'Enforcement Directorate per indagare l'aspetto economico del caso.
La NCB ha subito individuato una serie di prove digitali e alcune chat (che sono state rese pubbliche) che hanno incastrato Rhea Chakraborty e suo fratello Showik come responsabili di spaccio di droga e uso di sostanze stupefacenti. I loro collegamenti con il mondo della droga hanno portato ad una serie di arresti di spacciatori legati al mondo dell'industria di Bollywood, varie personalità del cinema coinvolte in questo commercio hanno dimostrato la loro solidarietà a Rhea Chakraborty al momento del suo arresto.
Rhea è stata accusata di aver preso il controllo della vita di Sushant, di aver speso in larghezza i suoi soldi e di aver preso decisioni come il cambio di casa, dal palazzo di massima sicurezza in zona vip in cui lui viveva (che non aveva ventilatori ma solo aria condizionata) a una casa in una zona poco sicura e che presentava una stanza con un ventilatore, che è la casa in cui è morto. Il personale di casa è stato completamente rinnovato da lei che ha provveduto a licenziare e a sostituire tutte le persone che circondavano Sushant. Molte persone, familiari compresi, hanno detto di non riuscire più a entrare in contatto con Sushant dopo l'arrivo nella sua vita di Rhea Chakraborty. La ex guardia del corpo di Sushant ha dichiarato in un'intervista che Sushant tornò malato dal viaggio in Europa che Rhea aveva organizzato. Mentre era sempre stato perennemente in movimento e insonne aveva iniziato a passare le giornate sentendosi sempre stanco e passava giornate intere in stato di incoscienza, mentre Rhea organizzava feste con i suoi familiari e amici. Persone di servizio dicono che potevano accedere alla stanza di Sushant solo dietro permesso di Rhea. Chat rese pubbliche hanno rivelato che Rhea e il coinquilino Siddharth Pithani davano a Sushant diversi tipi di droghe senza che lui ne fosse a conoscenza, tra cui l'MDMA; inoltre gli venivano somministrati farmaci psicotropi, non necessari, in dosi eccessive.
Il Giorno 23 settembre una ulteriore agenzia dell'intelligence indiana ha iniziato ad occuparsi del caso. Le agenzie attualmente impegnate ad indagare sono quattro:
- CBI (Central bureau of investigation), che sta indagando l'aspetto criminale del caso classificato come "morte sospetta",
- ED (Enforcement directorate), che sta indagando l'aspetto economico, fondi del defunto attore andati perduti, passaggio a terzi delle sue proprietà,
- NCB (Narcotics control bureau), che sta indagando il traffico di sostanze stupefacenti a cui sono legate diverse persone coinvolte nel caso,
- NIA (National Investigation Agency), che è subentrata al fine di indagare l'aspetto legato al narcoterrorismo, al terrorismo internazionale, ai possibili legami con Dawood Ibrahim, e con l'ISI (Inter-Services Intelligence pakistana).

Oltre alle 4 agenzie un team di esperti forensi (AIIMS) sta coadiuvando la CBI attraverso lo studio dei referti dell'autopsia, in assenza del corpo, al fine di decretare se la morte è stata autoinflitta o causata da terzi.

## Filmografia

### Cinema
- Kai Po Che!, regia di Abhishek Kapoor (2013)
- Shuddh Desi Romance, regia di Maneesh Sharma (2013)
- PK, regia di Rajkumar Hirani (2014)
- Detective Byomkesh Bakshy!, regia di Dibakar Banerjee (2015)
- M.S. Dhoni: The Untold Story, regia di Neeraj Pandey (2016)
- Raabta, regia di Dinesh Vijan (2017)
- Welcome To New York, regia di Chakri Toleti (2018)
- Kedarnath, regia di Abhishek Kapoor (2018)
- Sonchiriya, regia di Abhishek Chaubey (2019)
- Chhichhore, regia di Nitesh Tiwari (2019)
- Drive, regia di Tarun Mansukhani (2019)
- Dil Bechara, regia di Mukesh Chhabra (2020)

### Televisione
- Kis Desh Mein Hai Meraa Dil - serie TV, 431 episodi (2008-2010)
- Pavitra Rishta - serie TV, 1322 episodi (2009-2014)
- Star Verdict - serie TV, 1 episodio (2013)
- C.I.D. - serie TV, 1 episodio (2015)